# 馬迪亞斯·佐真遜
馬迪亞斯·贾塔-恩杰·佐真遜（丹麥語：Mathias Jattah-Njie Jørgensen，發音：[mæˈtsʰiˀæs ˈjɶɐ̯ˀn̩sn̩]；1990年4月23日—），出生於丹麥哥本哈根。在場上的位置是中堅。現效力於比利時職業聯賽球隊安德列治。

## 職業數據
以下是佐真遜的職業數據︰
| 賽季    | 球會      | 上陣 | 入球 | 聯賽             |
| ------- | --------- | ---- | ---- | ---------------- |
| 2006/07 | B93       | 010  | 0    | 丹麥乙組東區聯賽 |
| 2007/08 | 哥本哈根  | 012  | 01   | 丹麥超級聯賽     |
| 2008/09 | 哥本哈根  | 020  | 0    | 丹麥超級聯賽     |
| 2009/10 | 哥本哈根  | 024  | 04   | 丹麥超級聯賽     |
| 2010/11 | 哥本哈根  | 025  | 01   | 丹麥超級聯賽     |
| 2011/12 | 哥本哈根  | 011  | 0    | 丹麥超級聯賽     |
| 2012/13 | PSV燕豪芬 | 014  | 02   | 荷蘭甲組聯賽     |
| 2013/14 | Jong PSV  | 023  | 01   | 荷蘭乙組聯賽     |
| 2014/15 | 哥本哈根  | 029  | 01   | 丹麥超級聯賽     |
| TOTAL   | TOTAL     | 168  | 10   |                  |

## 國家隊生涯
2008年11月19日，佐真遜以18歲之齡首度代表國家隊上陣。他於該場主場迎戰威爾斯的友誼賽後備入替高特立。
2010世界盃後，丹麥國家隊需注入新血，佐真遜獲領隊奧臣青睞，於數場友誼賽及2012年歐洲國家盃外圍賽上陣。

## 榮譽
哥本哈根
- 丹麥足球超級聯賽 冠軍: 2008-09, 2009-10, 2010-11
- 丹麥盃 冠軍: 2008-09, 2011-12, 2014-15

個人
- 2008年丹麥最佳年青球員(19歲以下) [4]
- 2008年丹麥球員協會最佳新秀(22歲以下) [5]